# 마스트리흐트 조약

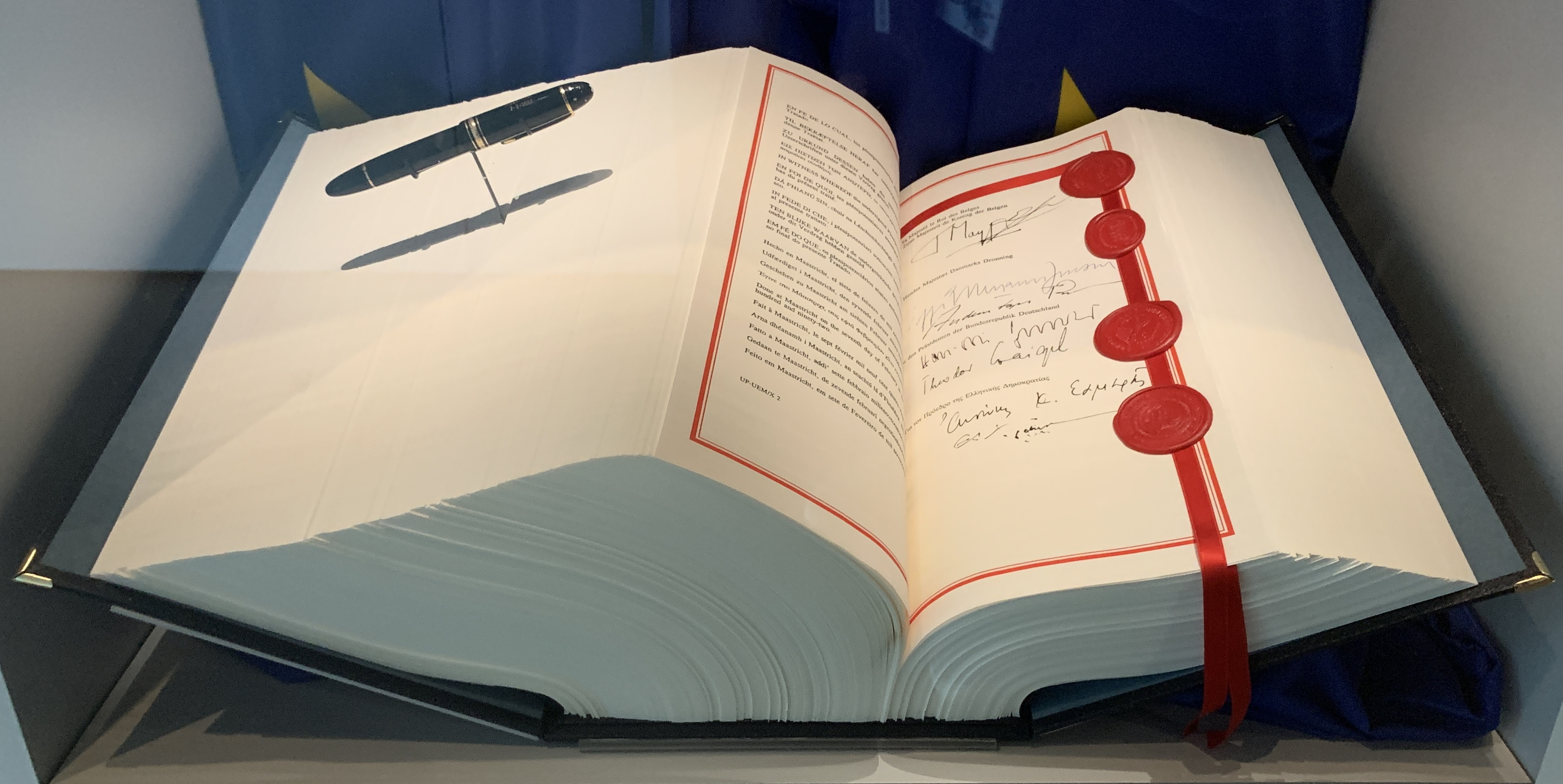

마스트리흐트 조약(네덜란드어: Verdrag van Maastricht, 영어: Maastricht Treaty, 공식적으로는 유럽 연합에 관한 조약)은 1992년 2월 7일, 네덜란드 마스트리흐트에서 유럽 공동체 가입국이 서명하고 1993년 11월 1일부터 발효한 조약으로 유럽 연합의 기초가 되는 조약이다. 마스트리히트 조약이라고도 불린다.
이 조약은 유로화의 도입을 이끌었으며, EU의 3가지 중심 구조(경제 및 사회 정책, 공동의 외교 및 안보, 사법과 국내 문제)를 제안했다. 공동의 외교 및 안보에 관한 조항은 유럽 정책 연합(European Political Cooperation, EPC)의 기초 위에 만들어졌으나 이것을 더 확대해 조약으로 만들었다. 사법과 국내 문제에 관한 조항은 사법 집행, 형법 재판, 민사 문제, 임시 피난처(Asylum) 및 이민에 대한 협력에 관한 것을 담고 있다.
원래 유럽 공동체(EC)는 주로 경제와 무역에 관한 것을 담당했다. 유럽 위원회(European Commission)과 유럽 법원(European Court of Justice)은 유럽 공동체와 독립적으로 이 시스템 내에서 많은 권한을 가지고 있었다. 유럽 공동체 회원국의 시민에 의해 직접 선출되는 유럽 의회(European Parliament) 또한 상당한 권한을 가지고 있었다. 각 회원국의 정부는 그 나머지의 권한을 가지고 있었다. 이 방식은 국제 기구가 각 정부에 대해 직접적인 힘을 갖지 않고, 각 회원국은 다수결에 의해 국제 기구의 결정을 반대할 수 있기 때문에 공동체방식, 또는 초국가주의라고 불린다.
한편 유럽 공동체에 외교 정책이나, 군사 및 치안 문제에 관한 권한을 주기 위한 노력이 계속되었다. 하지만 많은 회원국은 이런 분야들이 유럽 공동체의 방식으로 다뤄지기엔 너무 민감한 부분이 있다고 생각하였으며, 유럽 공동체 정부의 힘보다 각 나라의 정부의 힘이 더 강해야 한다고 생각하기도 했다. 즉, 초국가적 방식보다 정부간(intergovernmental)의 시스템이 사용되어야 한다고 생각했던 것이다. 다른 회원국들은 이런 방식이 경제 문제에 대한 독립된 초국가적 기관(유럽 법원과 유럽 위원회, 유럽 법원)의 권한을 위협할 것이라며 경계했다. 이에 따라 세가지 중심 구조가 경제에 대한 전통적인 공동체의 책임을 외교 및 군사 및 형사 문제로부터 독립시키기 위해 만들어졌다.
마스트리히트 조약은 1991년 12월에 최종 협상을 한 후 1992년 네덜란드 마스트리흐트에서 서명되었다. 이 조약은 1993년 11월 1일부터 효력을 발휘하였으며 이후 조약을 통해 개정되었다.

## 내용
마스트리히트 조약은 전문과 6편으로 구성되어 있다.
제1편 총칙
제1조에는 유럽공동체를 다시 유럽 연합으로 설립하는 것과 유럽 연합이 유럽 연합 조약과 유럽 연합의 기능에 관한 조약의 법적 지위를 정하고 있다. 제2조에는 유럽 연합이 "인간의 존중, 자유, 민주주의, 평등, 법의 지배, 소수자의 인권을 포함한 인권의 존중이라고 하는 가치 위에 성립한다"고 하는 것을 강조하고 있다. 또한, 가맹국은 "다원주의, 무차별, 관용, 정의, 결속, 양성의 평등을 지원하는 사회"를 공유하는 것이라는 점도 규정되어 있다.
제3조에는 유럽 연합의 목적을 6개 항에 걸쳐 열거하고 있다. 제1항에는 평화, 연합의 가치, 시민의 행복을 발전시키는 것을 규정하고 있다. 제2항은, 영역 외와의 경계의 관리를 실시하면서 역내에 있어서 이동의 자유에 대하여 서술하고 있다. 제3항은 역내 시장을 언급하고 있다. 제4항은 유로의 설치를 말하고 있다. 제5항에는 유럽 연합이 그 가치를 촉진하고, 빈곤의 퇴치에 노력하고, 인권을 존중하며, 국제 연합 헌장을 존중하는 것을 규정하고 있다. 제6항에는 유럽 연합은 기본조약에서 부여받은 권능에 꼭들어맞는 "적절한 수단"으로 이들 목적을 추구함에 대하여 규정한다.
제4조는 가맹국의 주권과 의무에 대하여 말하고, 제5조에는 유럽 연합의 권능의 한계에 대하여 수권 원리, 보완성 원리, 비례성 원리를 정하고 있다. 제6조는 유럽 연합이 유럽연합 기본권 헌장 및 인권과 기본적 자유의 보호를 위한 조약에 구속됨을 규정하고 있다. 제7조에는 가맹국의 자격정지에 대하여 규정하고, 제8조에는 인접 여러나라와의 밀접한 관계를 구축하는 것을 규정한다.

## 유럽 연합 조약과 구조의 타임라인
|                   |                      |                                      |                              |                            |                                  |                                  |                      |                |                  |
| 1948 브뤼셀 조약  | 1952 파리 조약       | 1958 로마 조약                       | 1967 합병 조약               | 1987 단일 유럽 의정서      | 1993 마스트리흐트 조약 (EU 설립) | 1993 마스트리흐트 조약 (EU 설립) | 1999 암스테르담 조약 | 2003 니스 조약 | 2009 리스본 조약 |
|                   |                      |                                      | 유럽 원자력 공동체 (EURATOM) |                            |                                  |                                  |                      |                |                  |
|                   |                      | 유럽 석탄 철강 공동체 (ECSC)         | 유럽 석탄 철강 공동체 (ECSC) |                            |                                  |                                  |                      | 유럽 연합 (EU) |                  |
|                   |                      | 유럽 경제 공동체 (EEC)               | 유럽 경제 공동체 (EEC)       | → 세 개 의 기 둥 →         |                                  | 유럽 공동체 (EC)                 | 유럽 공동체 (EC)     | 유럽 연합 (EU) |                  |
|                   | ↑유럽의 공동체↑      | ↑유럽의 공동체↑                      | 사법과 국내 문제 (JHA)       | → 세 개 의 기 둥 →         |                                  | 유럽 공동체 (EC)                 | 유럽 공동체 (EC)     | 유럽 연합 (EU) |                  |
|                   |                      | 경찰 및 사법 협력에 관한 규정 (PJCC) | 사법과 국내 문제 (JHA)       | → 세 개 의 기 둥 →         |                                  |                                  |                      | 유럽 연합 (EU) |                  |
|                   | 유럽 정치 협력 (EPC) | 공동 외교 안보 정책 (CFSP)           | 공동 외교 안보 정책 (CFSP)   | 공동 외교 안보 정책 (CFSP) |                                  |                                  |                      | 유럽 연합 (EU) |                  |
|                   | 유럽 정치 협력 (EPC) |                                      |                              | → 세 개 의 기 둥 →         |                                  |                                  |                      | 유럽 연합 (EU) |                  |
| 서유럽 연합 (WEU) |                      |                                      |                              |                            |                                  |                                  |                      | 유럽 연합 (EU) |                  |
|                   |                      |                                      |                              |                            |                                  |                                  |                      |                |                  |

## 같이 보기
- 유럽 연합의 조약